# Чемпіонат УРСР з легкої атлетики 1960
Чемпіонат УРСР з легкої атлетики 1960 року відбувся в серпні у Ворошиловграді.
Першість республіки була, по суті, присвячена огляду молодих легкоатлетів.

## Медалісти

### Чоловіки
| Дисципліни                | Золото                            | Золото    | Срібло | Срібло | Бронза | Бронза |
| ------------------------- | --------------------------------- | --------- | ------ | ------ | ------ | ------ |
| 100 метрів                | Анатолій Редько Ужгород           | 10,5      |        |        |        |        |
| 200 метрів                | В'ячеслав Хричов Львів            | 21,9      |        |        |        |        |
| 400 метрів                | Юрій Фокін Львів                  | 48,4      |        |        |        |        |
| 800 метрів                | Віктор Валявко Київ               | 1.53,0    |        |        |        |        |
| 1500 метрів               | Віктор Валявко Київ               | 3.54,9    |        |        |        |        |
| 5000 метрів               | Геннадій Рєпін Харків             | 14.27,6   |        |        |        |        |
| 10000 метрів              | Віталій Депутатов Харків          | 31.04,2   |        |        |        |        |
| 110 метрів з бар'єрами    | Василь Анисимов Київ              | 14,7      |        |        |        |        |
| 400 метрів з бар'єрами    | Юрій Фокін Львів                  | 53,8      |        |        |        |        |
| 3000 метрів з перешкодами | Геннадій Рєпін Харків             | 8.52,4    |        |        |        |        |
| Ходьба 20 кілометрів      | Олександр Штанєв Київ             | 1:31.37,2 |        |        |        |        |
| Стрибки у висоту          | Віктор Овдійчук Київ              | 2,00 м    |        |        |        |        |
| Стрибки з жердиною        | Віталій Чорнобай Львів            | 4,30 м    |        |        |        |        |
| Стрибки у довжину         | Віктор Хомич Київ                 | 7,71 м    |        |        |        |        |
| Потрійний стрибок         | Дмитро Єфремов Київ               | 15,72 м   |        |        |        |        |
| Штовхання ядра            | Віталій Шабленко Київ             | 16,53 м   |        |        |        |        |
| Метання диска             | Анатолій Михайленко Харків        | 49,33 м   |        |        |        |        |
| Метання молота            | Олександр Бакараджієв Сімферополь | 57,62 м   |        |        |        |        |
| Метання списа             | Анатолій Фурман Одеса             | 69,22 м   |        |        |        |        |

### Жінки
| Дисципліни            | Золото                  | Золото    | Срібло | Срібло | Бронза | Бронза |
| --------------------- | ----------------------- | --------- | ------ | ------ | ------ | ------ |
| 100 метрів            | Тамара Козирєва Суми    | 12,0      |        |        |        |        |
| 200 метрів            | Лія Хитріна Одеса       | 25,4      |        |        |        |        |
| 400 метрів            | Ніна Тимчук Вінниця     | 57,5      |        |        |        |        |
| 800 метрів            | Ніна Тимчук Вінниця     | 2.12,7    |        |        |        |        |
| 80 метрів з бар'єрами | Ніна Карпюк Київ        | 11,4      |        |        |        |        |
| Стрибки у висоту      | Олена Шабленко Київ     | 1,60 м    |        |        |        |        |
| Стрибки у довжину     | Валентина Ковш Донецьк  | 5,67 м    |        |        |        |        |
| Штовхання ядра        | Марія Кузнецова Київ    | 14,08 м   |        |        |        |        |
| Метання диска         | Любов Кузьміна Київ     | 46,81 м   |        |        |        |        |
| Метання списа         | Галина Висоцька Полтава | 42,09 м   |        |        |        |        |
| П'ятиборство          | Валентина Шапкіна Київ  | 4231 очко |        |        |        |        |